# Indonezja na Letnich Igrzyskach Olimpijskich 1984
Indonezję na Letnich Igrzyskach Olimpijskich 1984 reprezentowało 16 zawodników: 13 mężczyzn i 3 kobiet. Był to 7. start reprezentacji Indonezji na letnich igrzyskach olimpijskich.

## Skład kadry

### Boks
Mężczyźni
- Johny Assadoma - waga kogucia - 17. miejsce
- Alexander Wassa - waga piórkowa - 9. miejsce
- Francisco Lisboa - waga półśrednia - 17. miejsce

### Lekkoatletyka
Mężczyźni
- Mohamed Purnomo

100 metrów - odpadł w półfinałach
200 metrów - odpadł w ćwierćfinałach
- Christian Nenepath

100 metrów - odpadł w eliminacjach
200 metrów - odpadł w eliminacjach
- Johannes Kardiono, Mohamed Purnomo, Christian Nenepath, Ernawan Witarsa - 4 × 100 metrów - odpadli w półfinałach

Kobiety
- Emma Tahapari

200 metrów - odpadła w eliminacjach
400 metrów - odpadła w eliminacjach

### Łucznictwo
Mężczyźni
- Suradi Rukimin - indywidualnie - 16. miejsce
- Donald Pandiangan - indywidualnie - 43. miejsce

### Pływanie
Mężczyźni
- Luki Niode

100 metrów st. dowolnym - 41. miejsce
100 metrów st. grzbietowym - 21. miejsce
200 metrów st. grzbietowym - 25. miejsce

### Podnoszenie ciężarów
Mężczyźni
- Maman Suryaman - waga musza - 5. miejsce
- Hadi Wihardja - waga kogucia - niesklasyfikowany
- Sorie Enda Nasution - waga piórkowa - 7. miejsce

### Strzelectwo
Kobiety
- Lely Sampurno - pistolet sportowy, 25 m - 15. miejsce
- Selvyana Adrian-Sofyan - pistolet sportowy, 25 m - 28. miejsce